# Dosso Pisani
Il Dosso Pisani (anche Il Dosso o Villa Pisani Dossi) è una villa storica che si trova a Cardina, nel comune di Como.

## Storia

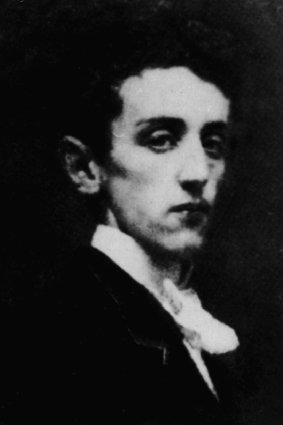
Carlo Dossi fece realizzare la villa tra il 1897 ed il 1907

La villa venne fatta costruire dallo scrittore e diplomatico milanese Carlo Alberto Pisani Dossi (1849-1910) come sua residenza di campagna dopo il suo ritiro dalla scena politica nel 1896. I lavori, iniziati l'anno successivo, vennero avviati da Luigi Conconi, amico del Dossi, e portati a termine dall'architetto Luigi Perrone di San Martino, marito di una nipote dello stesso committente, che realizzarono insieme il progetto per la costruzione dell'eremo ispirandosi alle opere del pittore simbolista tedesco Arnold Böcklin, particolarmente amato dal Dossi.
Oltre alla residenza di Corbetta nel milanese dove viveva per la maggior parte dell'anno, il Dossi amava ritirarsi in questa residenza soprattutto durante il periodo estivo per beneficiare anche del clima favorevole della zona, spesso ospitandovi amici e parenti e intrattenendosi con personalità del mondo della politica, dell'arte e della cultura dell'epoca. Si dice che Gabriele D'Annunzio si sia ispirato proprio alla residenza del Dossi per realizzare qualche decennio dopo il suo celebre Vittoriale.
Carlo Dossi morì in questa sua residenza il 17 novembre 1910, nello stesso anno in cui erano terminati i lavori di costruzione dell'edificio.

## Descrizione
La struttura, posta in posizione dominante sul Lago di Como, su uno sperone di roccia naturale della collina di Cardina, è circondata da uno splendido parco composto da alberi ad alto fusto che, nell'ottica del Dossi, dovevano servire ad isolarlo dal resto del mondo. 
La villa si sviluppa su una pianta libera: essa è incentrata sull'asse nord-sud ma è composta da diverse terrazze e porticati che si stagliano su più livelli. Dall'ingresso, posto al piano di mezzo e orientato verso il giardino, si ha accesso ad un ampio vestibolo che conduce verso lo scalone d'onore e da qui poi alle stanze private per la famiglia e per gli ospiti. Sulla terrazza del piano di mezzo, un monumento Alle tre arti consolatrici della vita, scultura di Cesare Ravasco.
Il piano inferiore che si sviluppa per la conformazione stessa dell'area rocciosa dove è stato eretto il complesso, accoglie il celebre "Portico degli Amici" contraddistinto da un grande colonnato con incisi i nomi delle personalità con cui Carlo Dossi intrattenne rapporti di amicizia tra cui Tranquillo Cremona, Giuseppe Grandi, Gian Pietro Lucini, Giuseppe Rovani e Giosuè Carducci. Al centro del quadriportico si trova la "Coppa dell'Amicizia", una fontana fatta realizzare appositamente dal Dossi in marmo di Candoglia per celebrare il concetto di amicizia. Dall'area porticata si gode inoltre una splendida vista sulla città di Como e sul lago sottostante, oltre a portare l'accesso alla sala del cinematografo di cui il Dossi fu appassionato cultore.
L'arredamento interno, ideato in stile liberty da Luigi Conconi, venne curato da Eugenio Quarti con dipinti ad affresco realizzati da Carlo Paolo Agazzi, allievo di Giuseppe Bertini. Alle opere interne di design in ferro battuto collaborò attivamente l'artista Alessandro Mazzucotelli.